# Batalla de Little Bighorn
La batalla de Little Bighorn fue un enfrentamiento armado entre las fuerzas combinadas de las tribus lakota, cheyennes y arapajó contra el 7.º Regimiento de Caballería del Ejército de los Estados Unidos. La batalla tuvo lugar los días 25 y 26 de junio de 1876, cerca del río Little Bighorn, en el territorio de Montana, y fue la acción más destacada de la Guerra de Black Hills de 1876. 
El enfrentamiento resultó en una victoria aplastante de la coalición india, que estuvo liderada por varios destacados jefes tribales como Caballo Loco y Jefe Gall, inspirados por las visiones de Toro Sentado. El 7.ª de Caballería era una fuerza de unos 700 hombres liderada por el teniente coronel George Armstrong Custer que, a pesar de contar con rifles modernos, sufrió una total derrota ante un enemigo superior en número. Cinco de las doce compañías que lo componían resultaron aniquiladas, Custer cayó muerto, así como dos de sus hermanos, un sobrino y un cuñado. Las bajas estadounidenses fueron 268 muertos y 55 heridos, entre ellos seis exploradores indios al servicio del ejército.
La respuesta pública estadounidense a este desastre en las Guerras Indias fue diversa en años posteriores, pero con el paso de las décadas Custer y los hombres del 7.º de Caballería acabaron convirtiéndose en iconos de valentía y heroísmo de la historia estadounidense, un estatus que conservaron hasta la década de 1960. La batalla y las acciones de Custer en particular han sido objeto de estudio pormenorizado de innumerables historiadores.

## Antecedentes de la batalla
Tras las llamadas "Guerras Indias", las tribus vencidas y asentadas en territorios otorgados por el Gobierno de Estados Unidos eran vistas ahora con otros ojos al comprobar cómo su presencia buscando alimentos y pastos incomodaba al desarrollo del ferrocarril. El Gobierno dio a los indígenas un ultimátum para regresar a sus reservas, que expiraba el 31 de enero de 1876.
Los nativos, alegando su derecho al nomadismo, rechazaron la oferta de regresar a las reservas. El teniente general Philip Sheridan, conocido por sus anteriores campañas contra los indios, así como por sus brutales métodos, decidió entonces enviar una expedición de castigo en marzo del mismo año, bajo el mando del general George Crook.
Este primer envío de tropas tenía como misión destruir las fuerzas sioux del guerrero Caballo Loco en la zona de los valles de Yellowstone, pero fracasó debido al frío reinante y a otros factores tácticos, que motivaron el regreso de Crook y sus hombres a Fort Laramie, a la espera de la llegada de la primavera.
En mayo de 1876 partió de nuevo un ejército decidido a dar caza a los indígenas. Estaba compuesto por tres columnas:
- Primera columna, dirigida por el brigadier general George Crook, que, partiendo hacia el norte desde los fuertes Fetterman y Laramie, en Wyoming, estaba compuesta por 1300 soldados.

- Segunda columna, al mando del coronel John Gibbon, del 7.º Regimiento de Infantería, la cual partió hacia el Este desde el fuerte Ellis, en Montana. Este grupo estaba formado por 401 soldados, pertenecientes a cuatro escuadrones del 2.º Regimiento de Caballería y seis compañías del 7.º Regimiento de Infantería, además de una ametralladora Gatling y 25 exploradores.

- Tercera columna, dirigida por el brigadier general Alfred Terry, que, partiendo desde el fuerte Lincoln, en Dakota, estaba compuesta por dos compañías del 17.º Regimiento de Infantería, una ametralladora Gatling, cuatro compañías y media del 6.º Regimiento de Infantería y el 7.º Regimiento de Caballería con sus doce escuadrones. Totalizaba esta fuerza 45 oficiales, 968 suboficiales y soldados, 170 civiles y 40 exploradores arikaras. En total contaba con 1223 hombres.

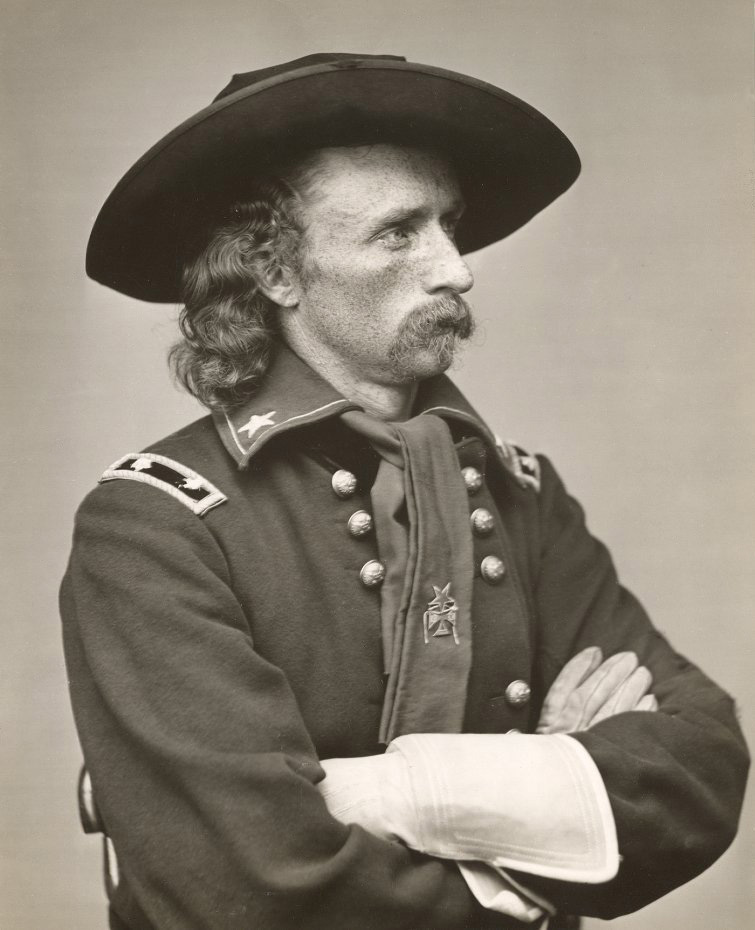
Teniente coronel George Armstrong Custer, comandante del 7.º Regimiento de Caballería.

El 7.º Regimiento de Caballería estaba mandado por el teniente coronel George Armstrong Custer, quien estuvo a punto de perderse esta campaña, debido a sus denuncias ante una Comisión del Congreso que investigaba irregularidades cometidas por el Secretario de Defensa Grant en la administración de los puestos militares de la frontera Oeste. En su intervención, Custer defendió los derechos de los indios, defendió las duras condiciones de las reservas e incluso implicó al hermano del presidente en las irregularidades. Ello le valió la sanción del propio presidente de los Estados Unidos, Ulysses S. Grant.
La intervención de los generales Sherman y Sheridan, así como presiones de la prensa, obligaron al presidente Grant a devolverle el mando del 7.º Regimiento de Caballería, aunque esta vez encuadrado en el ejército que dirigía el brigadier general Terry y bajo su mando. Aquella decisión no gustó a Custer, que, sin embargo, la aceptó de mala manera.
El 7 de junio de 1876, la columna de Terry alcanzó la confluencia del río Yellowstone.

## Fuerzas enfrentadas

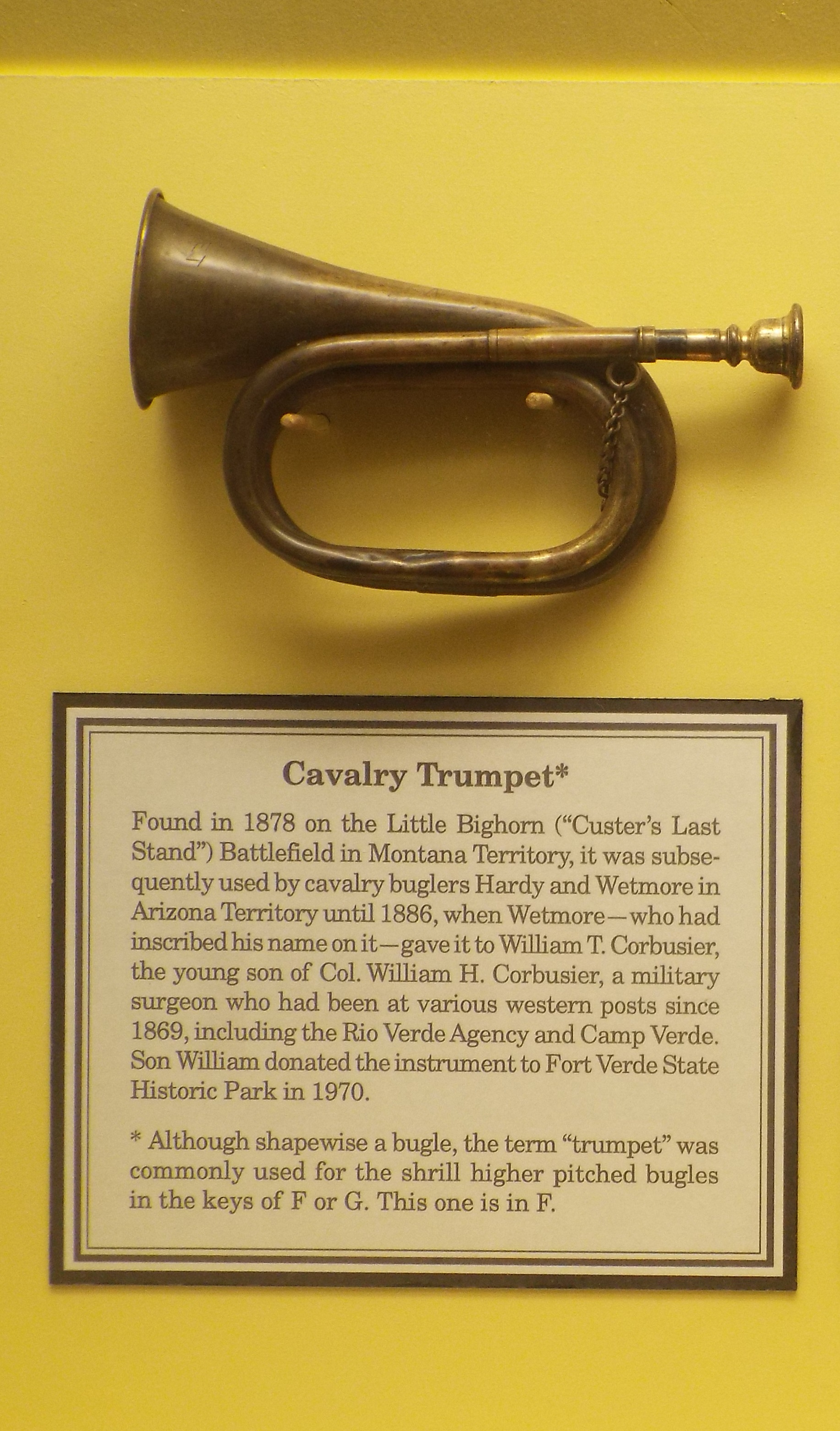
La trompeta del 7.º de Caballería fue encontrada en 1878 en los terrenos donde se libró la batalla y se mantiene en exhibición en Camp Verde, Arizona.

El 7.º Regimiento de Caballería disponía de un total de 12 escuadrones que sumaban 566 soldados y 31 oficiales, 15 civiles y unos 35-40 exploradores, que por órdenes del propio Custer había prescindido de las fuerzas que le ofrecieron como apoyo (4 escuadrones del 2.º de Caballería, una ametralladora Gatling, e incluso ordenó a sus hombres de dejar los sables). Cada soldado iba armado con una carabina Springfield Modelo 1873 calibre .45 y 100 cartuchos .45-70, así como un revólver Colt Modelo 1872 calibre .45 y 25 cartuchos.
Los jefes de las unidades fueron:

Guion del 7.º Regimiento de Caballería.

- Comandante en jefe: teniente coronel George Armstrong Custer (muerto)
- 2.º jefe: mayor Marcus Reno
- Ayudante: teniente William W. Cooke (muerto)
- Teniente cirujano: George Edwin Lord (muerto)
- Ayudante de cirujano James Madison DeWolf (muerto)
- Ayudante de cirujano Henry Rinaldo Porter
- Jefe de exploradores: segundo teniente Charles Varnum (herido)
- Compañía A: capitán Myles Moylan, teniente Charles DeRudio
- Compañía B: capitán Thomas McDougall, 2.º teniente Benjamin Hodgson (muerto)
- Compañía C: capitán Thomas Custer (muerto), 2.º teniente Henry Moore Harrington (muerto)
- Compañía D: capitán Thomas Weir, 2.º teniente Winfield Edgerly
- Compañía E: teniente Algernon Smith (muerto), 2.º teniente James Sturgis (muerto)
- Compañía F: capitán George Yates (muerto), 2.º teniente William Reily (muerto)
- Compañía G: teniente Donald McIntosh (muerto), 2.º teniente George Wallace
- Compañía H: capitán Frederick Benteen, teniente Francis Gibson
- Compañía I: capitán Myles Keogh (muerto), 2.º teniente James Porter (muerto)
- Compañía K: teniente Edward Godfrey, 2.º teniente Luther Hare
- Compañía L: teniente James Calhoun (muerto), 2.º teniente John Crittenden (muerto)
- Compañía M: capitán Thomas French, teniente Edward Mathey, 2.º teniente Matthew Mudge

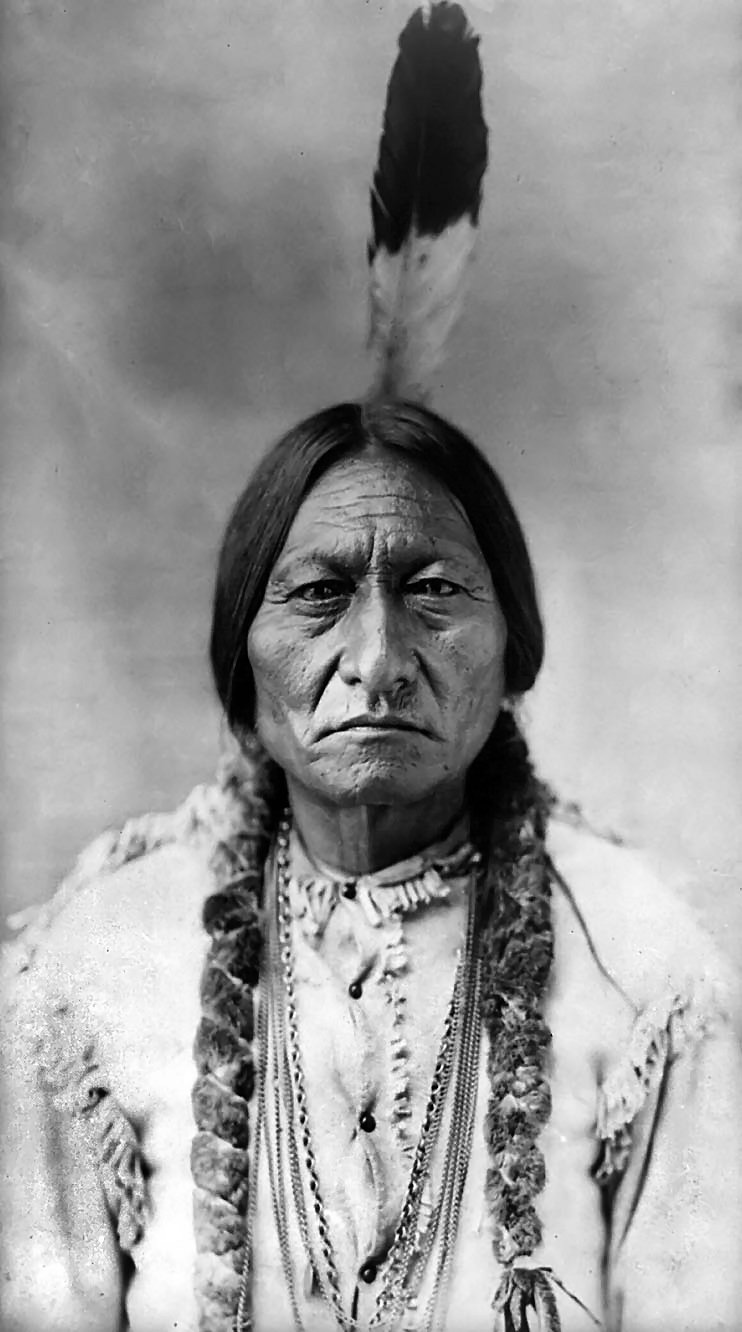
Toro Sentado, líder espiritual de los Lakota.

Por su parte, Caballo Loco dirigía un ejército formado por una mezcla de siete tribus (hunkpapas, sans arc, pies negros, miniconjou, brule, cheyenes y oglala, y una pequeña representación de two-kettles y arikara), mujeres, niños, animales de carga y reses para alimentarse. Según algunas fuentes de la época, el contingente total rondaría entre 6.000 y 9.000, si bien es posible que 3.000 fueran guerreros, así como 30.000 animales.
Los jefes espirituales de los sioux eran: Toro Sentado (Tatanka-Iyotanka) en el caso de los hunkpapa lakota; Caballo Rojo en el de los minneconjous; Dos Lunas de los cheyennes; Caballo Loco de los sioux oglala; Gall de los lakota siounan; y Lluvia en la cara de los cheyennes del Norte.

## Resultado de la batalla

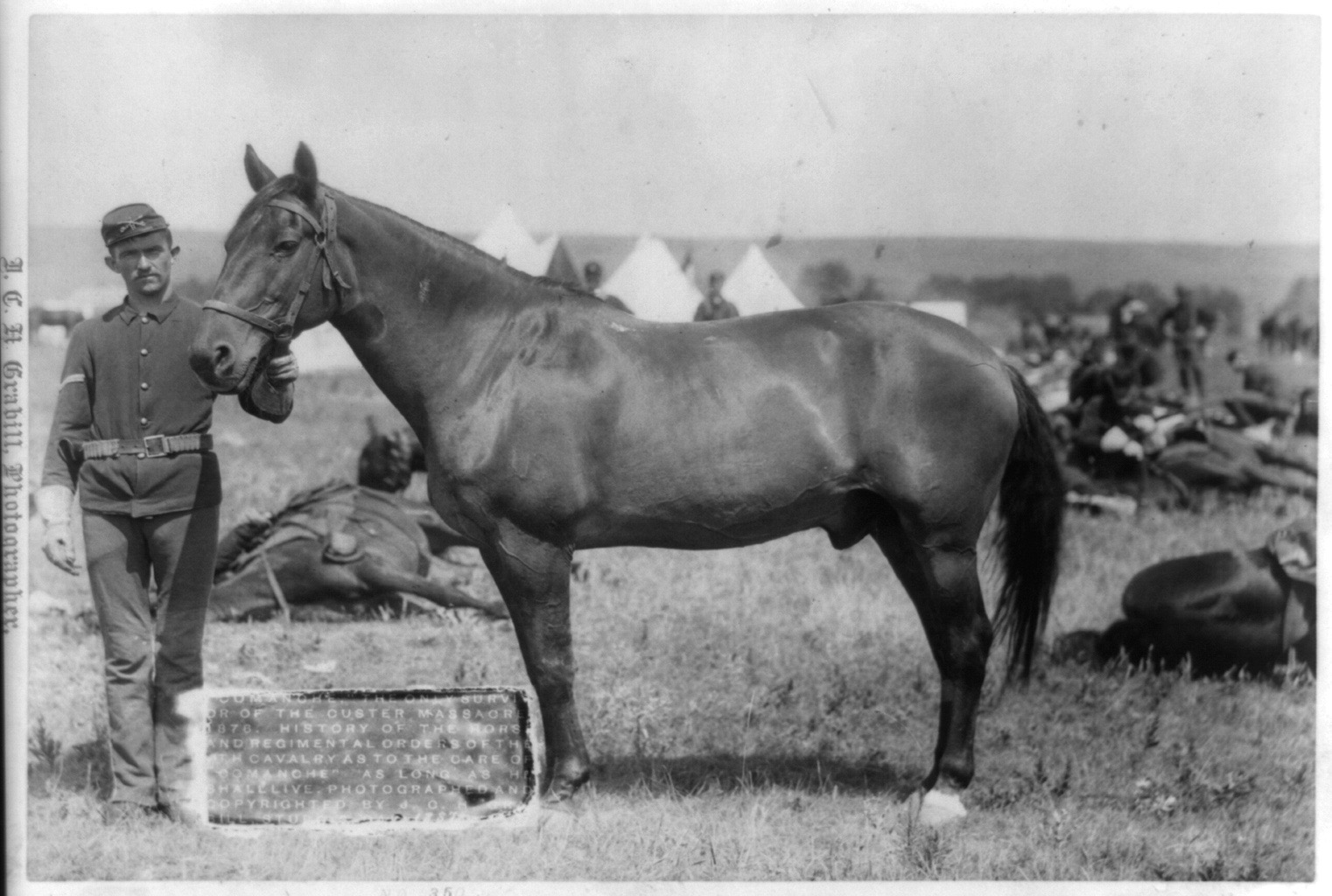
Comanche, el único caballo superviviente del destacamento de Custer.

El enfrentamiento se saldó con la muerte del coronel George Armstrong Custer y de sus hombres (escuadrones C, E, F, I y L), una derrota inesperada que quizás fuese debida a los siguientes motivos:
- Error de Custer al pensar que su regimiento podría hacer lo que hubiese necesitado todo un ejército. Es posible que Custer recordase las temerarias cargas de su caballería efectuadas durante la Guerra de Secesión, que tantas victorias le valieron, eso sí, enfrentadas a un enemigo que actuaba de distinta forma, y siempre con mucha suerte de su lado.

- En el campo de batalla, división de las fuerzas ante un enemigo superior en número, quizás para evitar que en la victoria Terry o Gibbon (y en menor medida Reno o Benteen) le quitasen el mérito que necesitaba para alcanzar mayor fama en su (hipotética) futura carrera hacia la Presidencia de los Estados Unidos.

- Negativa del teniente coronel Custer a dotarse de armas pesadas (ametralladoras Gatling) y a contar con fuerzas de apoyo, debido a las prisas que tenía por entablar combate con los indígenas en la certeza de que iba a derrotarlos.

- Desobedecer los consejos de sus exploradores nativos de no atacar y esperar refuerzos, ya que eran superados en número por sus enemigos. Es posible que Custer pensase que al primer ataque los indios se iban a asustar y salir en desbandada como hacían habitualmente (Custer desconocía la agresividad demostrada por los indios en la batalla de Rosebud contra Crook solo una semana antes).

- Prisa por atacar y derrotarlos, ya que ocho días después (el 4 de julio) se iba a celebrar el centenario de la Independencia de Estados Unidos. Además, ese mismo día se reunía la Convención del Partido Demócrata que iba a nominar los candidatos a la Presidencia, y Custer deseaba dirigir los destinos de su patria.

Todos estos errores, sumados, hicieron que los indígenas sólo perdieran unos 50 guerreros y 10 civiles, 6 mujeres y 4 niños. Dos de las mujeres y tres de los niños eran la familia del jefe Pizi, y fueron asesinados por las tropas de Reno en su ataque al poblado. Por su parte, Custer tuvo 268 muertos, entre ellos 16 oficiales, 242 suboficiales y tropa, así como 10 civiles y exploradores.

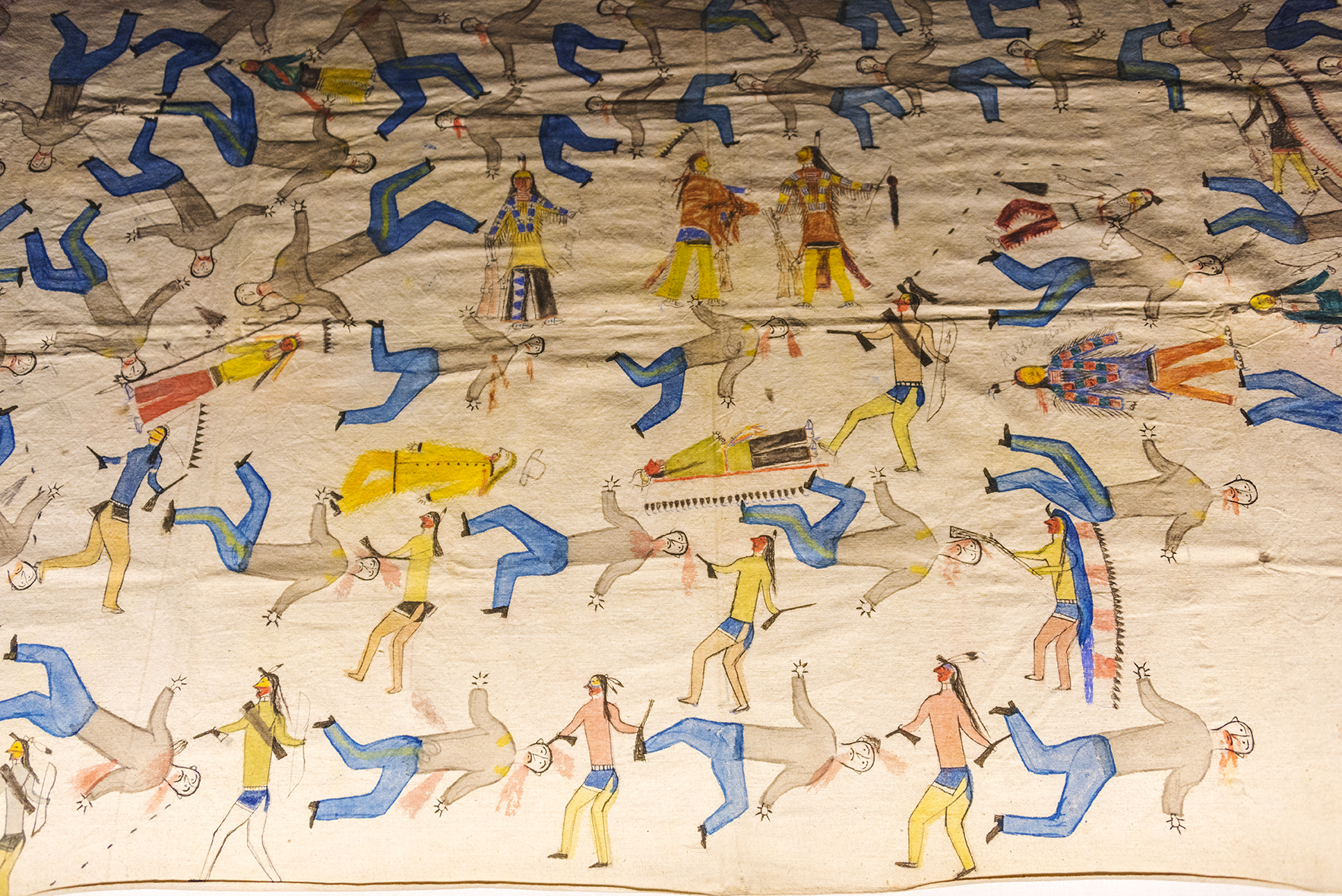
Imagen de la batalla de Little Bighorn. Exposición "Beyond Hollywood" del Museo Valenciano de Etnología

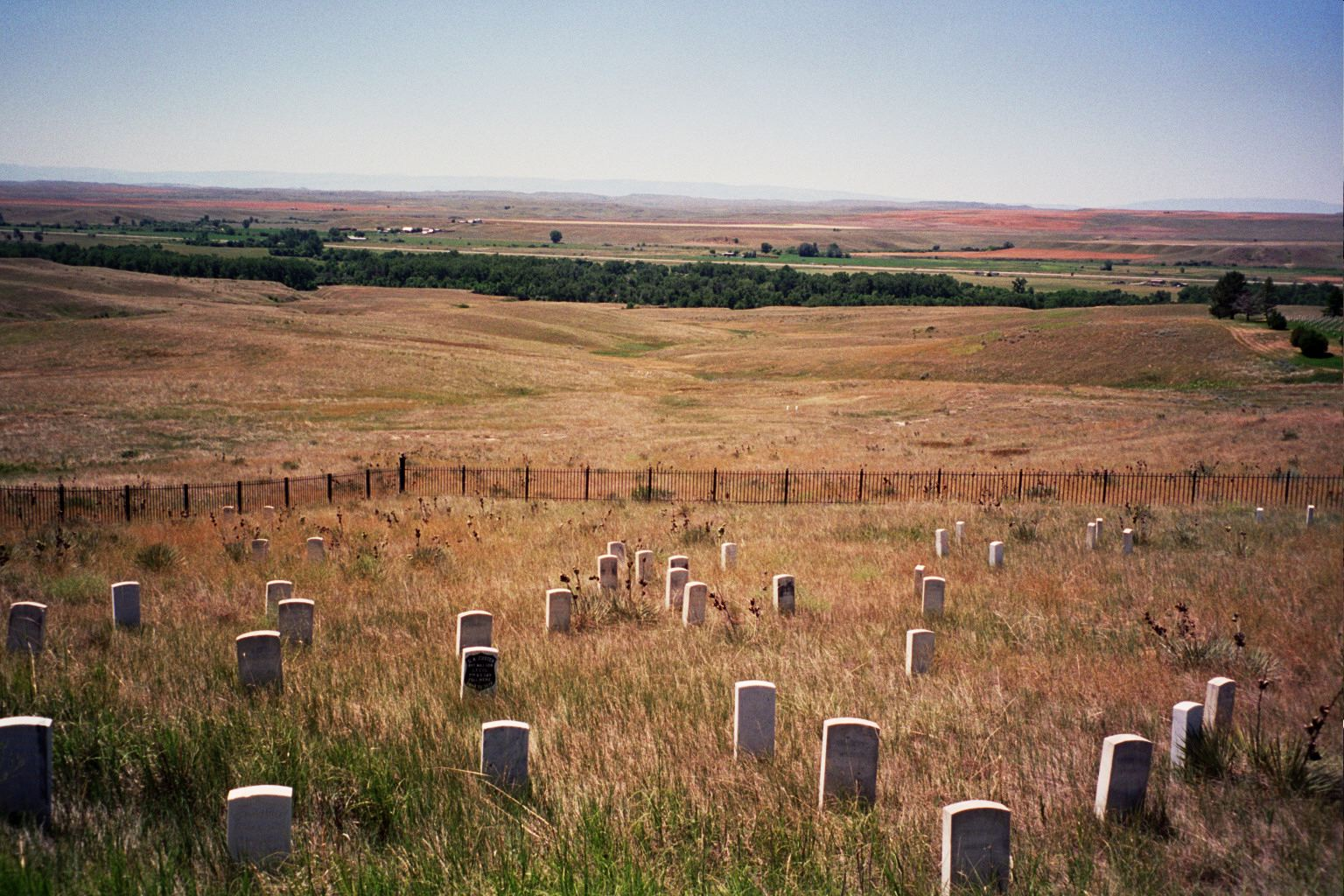
Cementerio de guerra en el lugar en que se libró la batalla.

Alguna teoría más moderna (Pennington) atribuye el colapso del batallón de Custer a una supuestamente prematura herida en el pecho del mismo al intentar cruzar el vado y atacar el poblado. Según los defensores del indisciplinado militar, eso explicaría en parte la confusión y la retirada desordenada hacia los altos cercanos. Teorías que no excluyen responsabilidades de Reno y Benteen, que no acudieron a asistirlo. El consejo de guerra al comandante Reno celebrado tres años más tarde fue aprovechado según estas teorías por el ejército para "tapar" el asunto y echarle todas las culpas a Custer. Sin embargo, Reno y Benteen tenían menos hombres que la columna de Custer, habiendo perdido ya la mitad, y a duras penas podían mantener su posición, que permaneció sitiada por dos días hasta la llegada de refuerzos.